# 周学文 (政治人物)
周学文（1963年1月—），男，汉族，江苏吴江人，中华人民共和国政治人物。河海大学水工结构工程专业研究生毕业，工学硕士学位，教授级高级工程师。曾任中共甘肃省委常委、副省长，现任应急管理部副部长，兼任水利部副部长。

## 生平
1980年9月起，在华东水利学院水利水电工程建筑专业大学本科学习。1984年6月加入中国共产党。1984年9月，在河海大学水工结构工程专业研究生学习。1987年7月进入水利部工作。1996年10月起，历任水利部办公厅副主任兼部长办公室主任、建设与管理司副司长、建设与管理司司长、规划计划司司长、南水北调规划设计管理局局长等职务。2009年6月，中共水利部党组任命周学文为水利部总规划师，同时仍兼任规划计划司司长。
2013年4月，中共中央组织部任命周学文为水利部党组成员，晋升副部级。2015年10月18日，中国国务院任命周学文为水利部副部长。
2018年9月，经中共中央批准，周学文任中共甘肃省委常委，首度调任地方工作。11月29日，任甘肃省人民政府副省长。2020年2月10日，国务院任免国家工作人员，任命周学文为应急管理部副部长，兼任水利部副部长。同年4月，任国家防汛抗旱总指挥部秘书长、办公室主任。2023年3月，不再担任应急管理部副部长、水利部副部长职务。